# Delbert L. Stapley
Delbert Leon Stapley (ur. 11 grudnia 1896 w Mesie, zm. 19 sierpnia 1978 w Salt Lake City) – amerykański przywódca religijny i misjonarz.

## Życiorys
Urodził się w Mesie w Arizonie, w wielodzietnej rodzinie. W młodości trenował baseball, nie zdecydował się wszakże na związanie z tą dyscypliną swojej kariery zawodowej. Zdał sobie bowiem sprawę z tego, że wymagała by ona od niego pracy w niedzielę, zatem dzień uznawany przez świętych w dniach ostatnich za święty i zarezerwowany dla aktywności religijnej. Misję, w kulturze mormońskiej tradycyjną część życiorysu młodych mężczyzn, odbył w misji obejmującej stany południa kraju. Po jej zakończeniu krótko służył w piechocie morskiej. 
Podjął pracę w należącym do ojca sklepie z maszynami i narzędziami. Ze sprzedażą detaliczną łączyła się właściwie jego cała aktywność zawodowa. Wcześnie zaangażował się w działalność ruchu skautowego, zasiadał też w radzie miejskiej swojej miejscowości. Jego życie było niemniej głównie skupione na posłudze w strukturach kościelnych. Był prezydentem palika, nadzorował również kościelny program opieki społecznej w dziewięciu palikach w Arizonie. 
5 października 1950 został włączony w skład Kworum Dwunastu Apostołów. Tym samym, podobnie jak inni członkowie tego gremium, był uznawany przez wiernych za proroka, widzącego i objawiciela. Powołanie to otrzymał w dość nietypowych okolicznościach. Prezydent George Albert Smith poinformował go o nim, gdy zaskoczony Arizończyk wychodził z hotelowej windy. Jako apostoł nadzorował działalność misji we wschodnich Stanach Zjednoczonych oraz Kanadzie.
Zmarł w Salt Lake City.